# Vicenç Cànovas i Mussons
Vicenç Cànovas i Mussons (12 d'abril de 1950, Girona) és un advocat i empresari gironí. Llicenciat en dret i gestor administratiu, és conseller delegat de Cànovas Assessorament i Gestió S.L.

## Biografia
Vicenç Cànovas i Mussons va néixer el 12 d'abril de 1950 a Girona. Va ser el tercer dels quatre fills del matrimoni que formaven Vicenç Cànovas Delclòs i Matilde Mussons Trullols. Vicenç Cànovas va servir com a alferes de complement en l'exèrcit, complint el servei militar en l'Acadèmia Militar de Toledo. L'any 1975 va contreure matrimoni amb Maria Dolors Matas Llonch.

## Formació acadèmica
Va iniciar els seus primers estudis en el Col·legi La Salle de Girona per ingressar, als 10 anys en el Col·legi dels Jesuïtes de Sant Ignasi de Barcelona. Va començar a cursar estudis de dret a la Universitat de Deusto, a Bilbao, i va obtenir la llicenciatura d'aquesta especialitat en la Universitat de Barcelona l'any 1972.

## Vida professional
Ingressà en la Gestoria Cànovas de Girona, la més antiga de l'Estat en actiu, el despatx familiar de gestió i assessoria l'any 1974, com a responsable del departament jurídic en l'especialitat de dret mercantil i civil.
La Comunitat de Béns (Societat Civil) que dirigia el seu pare, Vicenç Cànovas Delclòs, es va convertir l'any 1994 en companyia mercantil sota la denominació de Cànovas Assessorament i Gestió Societat Limitada. Mentre que el seu pare va passar a ocupar la presidència del consell d'administració, Vicenç va assumir el càrrec de conseller delegat, treballant en la seva modernització. Actualment Cànovas disposa de diferents àrees especialitzades en Dret Laboral, Fiscal, Civil i Mercantil,
És membre de la Junta del Col·legi de Gestors Administratius de Girona i ha col·laborat activament amb els equips de direcció dels altres col·legis professionals als quals pertany.